# タウシュベツ山
タウシュベツ山（タウシュベツやま）または多牛別山（たうしゅべつやま）は、北海道の河東郡上士幌町と足寄郡足寄町の2町にまたがる標高1,185.1mの山である。山頂には三等三角点「多牛別」が設置されている。

## 概要
石狩山地を構成する東大雪の山で、西クマネシリ岳などのクマネシリ山塊から南に派生する尾根上に位置する。国土地理院が発行する地形図には山名は記載されていないが、一部の登山愛好家の中では知られた山である。源頭の山ではないが西側にはタウシュベツ川が流れており、糠平湖の河口には十勝地方屈指の観光地であるタウシュベツ川橋梁があり、かつて士幌線で使用されていた。
山名である「タウシュベツ」はアイヌ語で「樺の木が多い川」を意味する。

## 登山
登山道は無いが主に上士幌町側から登られる。登山口へ向かう糠平三股林道はタウシュベツ川橋梁跡まで車で通行可能である。しかし糠平三股林道のゲート用の鍵は道の駅かみしほろで午前9時から貸し出しされており、天候が変わりやすい午後の登山は避けられるため、早朝から糠平三股林道を歩いて行く人が多い。タウシュベツ川橋梁跡付近で車は通行不可となり、そこからは林道は徒歩でのみしか進むことができない。林道を進むとタウシュベツ川を越えたところで多有珠別林道へと入り、タウシュベツ川沿いを進む。林道は「黒珠橋」「紅珠橋」「白珠橋」など様々な色を冠した橋が架けられている。ある程度林道を進んだところで尾根に取り付いて山頂へ至る。取り付きから山頂までは急登や倒木が多く、上級者向けの山である。藪が雪に埋もれる残雪期に登る際は糠平湖が凍るため対岸から湖上を歩いて多有珠別林道を目指す人もいる。